# Ivo Šanc
Ivo Šanc (* 15. května 1955 Vrchlabí) je český politik a geolog, v letech 2012 až 2020 zastupitel Středočeského kraje (v letech 2016 až 2017 navíc radní kraje), v letech 1994 až 1999 a opět 2010 až 2014 starosta města Kutná Hora, v minulosti člen ODS a později člen a místopředseda Unie svobody.

## Život
Vystudoval geologii se specializací na mineralogii a krystalografii na Přírodovědecké fakultě Univerzity Karlovy v Praze. V letech 1980 až 1991 byl zaměstnán jako výzkumný pracovník Ústavu nerostných surovin v Kutné Hoře, mezi roky 1991 a 1993 pak toto pracoviště vedl jako ředitel. V roce 1994 působil krátce jako manažer obchodu v akciové společnosti Sklárny Kavalier ve městě Sázava na Benešovsku.
Po odchodu z pozice kutnohorského starosty v září 1999 pracoval až do roku 2002 jako člen Mise OSN v Kosovu (UNMIK), kdy byl mezinárodním starostou kosovských měst Gnjilane a Priština. V roce 2003 se uvádí jako expert Rady Evropy v Kosovu pro otázky decentralizace veřejné správy. V letech 2004 až 2005 byl manažerem rozvojových projektů v akciové společnosti LESS Bohdaneč a v letech 2005 až 2006 ředitelem České styčné kanceláře pro výzkum a vývoj v Bruselu (CZELO). Mezi roky 2007 a 2010 se pak živil jako ředitel a jednatel pobočky španělské poradenské firmy Zabala CZ v Praze (projekty věda a výzkum EU).
Ivo Šanc je ženatý, s manželkou Jarmilou mají dvě děti (syn David a dcera Zuzana). Žije v Kutné Hoře, konkrétně v části Žižkov. V letech 1996 až 2002 se angažoval jako člen správní rady Open Society Foundation pro ČR. Mezi jeho zájmy patří sport (aktivně volejbal, lyžování, cyklistika, paragliding), jazyky, cestování a památky, fotografování a řemeslné práce.
V roce 1996 mu byla udělena Cena ministra životního prostředí za iniciaci a realizaci ekologických aktivit města Kutná Hora v letech 1995 až 1996.

## Politické působení
Ve volbách v roce 1994 byl jako člen ODS zvolen zastupitelem města Kutná Hora, když vedl kandidátku subjektu Koalice ODS, KDS. Následně se stal starostou města. V ODS zastával pozici předsedy místního sdružení a člena krajské rady. Na konci roku 1997 však z ODS vystoupil a stal se členem nově vzniklé Unie svobody. Ve volbách v roce 1998 obhájil jako lídr Unie svobody mandát zastupitele města a později i post starosty. Dne 14. září 1999 na funkci starosty rezignoval. V roce 2001 potrestal soud desetitisícovou pokutou kutnohorského starostu Ivo Šance (tehdy Unie svobody) za to, že si se souhlasem radních, ale za zády zastupitelů vzal městské peníze a zaplatil s nimi své soukromé soudní výdaje ve výši necelých jedenácti tisíc korun. Také ve volbách v roce 2002 obhájil zastupitelský mandát za US-DEU, ze strany však v roce 2004 vystoupil. Ve volbách v roce 2006 nekandidoval.
Do komunální politiky se vrátil po volbách v roce 2010, kdy jako nezávislý vedl kandidátku subjektu Šance pro Kutnou Horu. Uspěl a stal se zastupitelem a vzhledem k vítězství subjektu, za něhož kandidoval, byl dne 10. listopadu 2010 zvolen i starostou města. Ve volbách v roce 2014 post zastupitele obhájil, když jako nestraník za hnutí STAN vedl kandidátku subjektu Šance pro Kutnou Horu. Ve funkci starosty však v listopadu 2014 skončil, když jej vystřídal Martin Starý.
V krajských volbách v roce 2012 byl z pozice nestraníka za STAN zvolen na kandidátce subjektu TOP 09 a Starostové pro Středočeský kraj zastupitelem Středočeského kraje. Ve volbách v roce 2016 post krajského zastupitele z pozice nestraníka za STAN obhájil. Dne 18. listopadu 2016 byl zvolen radním kraje pro oblast životního prostředí a zemědělství. Po rozpadu koalice byl ale v říjnu 2017 z funkce odvolán. Ve volbách v roce 2020 již nekandidoval.
V celostátní politice působil v letech 1998 až 1999 jako místopředseda Unie svobody. Za tuto stranu též kandidoval ve volbách do Poslanecké sněmovny PČR v roce 1998 ve Středočeském kraji, ale neuspěl (stal se druhým náhradníkem). Když se hlasovalo ve vedení strany o obsazení mandátů ve druhém skrutiniu (obsazovaly se rozhodnutím strany po volbách), tak jej v tajném hlasování porazil Pavel Pešek, což vysvětloval tím, že zřejmě hrála roli i jeho větší zkušenost.
Ve volbách do Senátu PČR v roce 1996 kandidoval za ODS v obvodu č. 40 – Kutná Hora, ale neuspěl. Ve druhém kole ho poměrem hlasů 46,93 % ku 53,07 % porazil sociální demokrat Karel Floss. Znovu se pokusil do Senátu PČR dostat ve volbách v roce 2004 jako člen US-DEU, ale získal jen 15,30 % hlasů a skončil na 4. místě. Ve volbách do Senátu PČR v roce 2016 kandidoval ve volebním obvodu č. 40 – Kutná Hora potřetí, tentokrát jako nestraník za hnutí STAN. Se ziskem 25,00 % hlasů postoupil z druhého místa do druhého kola, v němž však prohrál poměrem hlasů 45,20 % : 54,79 % se sociálním demokratem Jaromírem Strnadem. Senátorem se tak ani napotřetí nestal.
Ve volbách do Evropského parlamentu v roce 2009 kandidoval jako nestraník za hnutí STAN v rámci subjektu Starostové a nezávislí – Vaše alternativa (tj. STAN a ALTER), ale neuspěl. Do Evropského parlamentu se mu nepovedlo dostat ani ve volbách v roce 2014, tentokrát jako nestraníkovi za STAN v rámci Koalice TOP 09 a STAN.